# Mathias Weiland
Mathias Weiland (* 7. August 1956 in Leipzig) ist ein deutscher Politiker (Bündnis 90/Die Grünen). Er war von 1990 bis 1994 Mitglied im Landtag Sachsen-Anhalt.

## Werdegang
Mathias Weiland machte 1975 Abitur und studierte 1978 bis 1982 in Halle. Nachdem er das Studium 1982 als Diplom-Geograph abgeschlossen hatte, arbeitete er 1982 bis 1991 in der Wasserwirtschaftsdirektion Saale-Werra, zuletzt als Sektorenleiter. 1991 bis 1994 war er Dezernatsleiter im Landesamt für Umweltschutz.
Mathias Weiland, ist evangelischer Konfession, ist ledig und hat eine Tochter.

## Politik
Mathias Weiland war 1982 Mitbegründer des Ökologischen Arbeitskreises beim Evangelischen Kirchenkreis Halle und arbeitete bis 1989 in der Friedens-, Menschenrechts- und Ökologiebewegung der DDR mit. Im September 1989 trat er dem Neuen Forum und November 1989 der Grünen Partei der DDR bei. Er arbeitete am Runden Tisch der Stadt Halle und des Bezirks Halle. 1990 bis 1993 war er Mitglied im Stadtvorstand der Grünen in Halle, 1992 bis 1994 Mitglied im Landesvorstand der Grünen. Er war Vorstandsmitglied im Unabhängigen Institut für Umweltfragen Berlin/Halle e. V.
Mathias Weiland wurde bei der ersten Landtagswahl in Sachsen-Anhalt 1990 zwar nicht in den Landtag gewählt, rückte aber am 24. November 1994 für Heidrun Heidecke in den Landtag nach. Im Landtag war er Mitglied in den Ausschüssen für Umwelt, Energie und Raumordnung, für Kultur und Medien, für Recht und Verfassung und für Bundes- und Europaangelegenheiten.